# Пак, Людвик
Людвик Пак (пол. Ludwik Pak; 20 марта 1930 — 7 декабря 1988) — польский актёр театра, кино, радио и телевидения.

## Биография
Людвик Пак родился в селе Ясионна (гмина Енджеюв Свентокшиского воеводства). Дебютировал в Театре им. Войцеха Богуславского в Калише в 1950 году. Актёрское образование получил в Государственной высшей театральной школе в Варшаве (теперь Театральная академия им. А. Зельверовича), которую окончил в 1955 году. Актёр театров в Варшаве. Выступал в спектаклях «театра телевидения» (в 1956—1984 гг.) и в передачах «театра Польского радио». В последнее года жизни жил в «Доме Актёра в Сколимуве» в городе Констанцин-Езёрна и там же умер. Похоронен в селе Ясионна.

## Избранная фильмография
- 1955 — Часы надежды / Godziny nadziei
- 1956 — Три женщины / Trzy kobiety
- 1958 — Галоши счастья / Kalosze szczęścia
- 1959 — Лётна / Lotna
- 1959 — Лунатики / Lunatycy
- 1960 — Стеклянная гора / Szklana góra
- 1961 — Осторожно, йети! / Ostrożnie, Yeti!
- 1962 — Раскрытая явка / Drugi brzeg
- 1963 — Девушка из банка / Zbrodniarz i panna
- 1963 — Раненый в лесу / Ranny w lesie
- 1965 — Три шага по земле / Trzy kroki po ziemi
- 1965 — День последний, день первый / Dzień ostatni, dzień pierwszy
- 1967 — Долгая ночь / Długa noc
- 1968 — Пароль «Корн» / Hasło Korn
- 1969 — Охота на мух / Polowanie na muchy
- 1969 — Красная рябина / Jarzębina czerwona
- 1970 — Польский альбом / Album polski
- 1970 — Пейзаж с героем / Pejzaż z bohaterem
- 1970 — Доктор Эва / Doktor Ewa
- 1971 — Не люблю понедельник / Nie lubię poniedziałku
- 1971 — Беспокойный постоялец / Kłopotliwy gość
- 1973 — Большая любовь Бальзака / Wielka miłość Balzaka
- 1974 — Самый важный день жизни / Najważniejszy dzień życia (только в 5-й серии)
- 1975 — Опали листья с деревьев / Opadły liście z drzew
- 1975 — Директора / Dyrektorzy
- 1980 — Мишка / Miś
- 1981 — Большой пикник / Wielka majówka
- 1984 — Контрабандисты / Przemytnicy
- 1984 — Доложи, 07 / 07 zgłoś się (только в 17-й серии)
- 1985 — Секирезада / Siekierezada
- 1987 — Гон / Rykowisko